# Історія Дніпропетровської області
Історія території, яка складає сучасну Дніпропетровську область.

## Стародавні часи
Детальніші відомості про археологічні знахідки, що свідчать про заселення території області в стародавні часи ви можете знайти в статті Археологія Дніпропетровської області.

## Уличі доби Київської Русі
На початку IX сторіччя лісостепове Придніпров'я стало ядром ранньофеодальної держави Київської Русі. Дніпром проходив знаменитий «шлях з варяг у греки», який мав важливе торгове та військово-стратегічне значення для Давньоруської держави. Цим шляхом пливли, прямуючи до Візантії, дружини князів Олега (907 року) і Святослава (968 року). Як свідчить переказ, княгиня Ольга, слідуючи в 957 році до Константинополя, зупинялася тут на острові (тепер острів Монастирський у Дніпропетровську). У цей період придніпровські землі, зокрема, прирічна смуга вздовж Надпоріжжя, фактично перебували під контролем Київської Русі, що сприяло зміцненню на цій території позицій слов'янських племен. Слов'янські поселення продовжували існувати тут і в IX–XIII сторіччях. Розташовувалися вони в тих же місцях, що й поселення VI–VIII сторіч. Найбільш збереженими і добре дослідженими є поселення, розташовані біля сучасних сіл Петро-Свистунове Солонянського, Мар'ївки, Воронівка Синельниківського, Перше Травня Дніпропетровського, Грушівка Апостолівського районів й міст Дніпропетровська (у Старій Ігрені), Нікополя на Микитиному Розі.
Городище на Старій Ігрені вважається академіком Рибаковим племінним центром уличів під назвою Пересічень. З натиском кочовиків населення міста перебралося вище річкою Самарою на її інший бік й відбудувало місто, назва якого дійшла до нас — Самар.

## Племена кочівників і навала монголо-татар
У той же час в степу продовжували кочувати скотарі. Це були головним чином ворожі слов'янам тюрко-болгарські племена печенігів (X сторіччя), половців (XI–XIII сторіччя), що нахлинули зі сходу. Про їх перебування тут свідчать впускні поховання в стародавніші кургани, а також скульптурні кам'яні статуї — баби, яких особливо багато знайдено на лівобережжі Дніпра. У колекції Дніпропетровського історичного музею зберігається 60 половецьких статуй. Багаті кочівницькі поховання XI–XII сторіч досліджені у села Новопідкряж Царичанського, поблизу села Бузівка Магдалинівського, а також у села Шолохове Нікопольського районів. Територія сучасної Дніпропетровщини була ареною постійної боротьби давньоруських воїнів з кочівниками. У бою з печенігами південніше від сучасного Дніпропетровська, на Ненаситецький порозі (за переказами, біля нинішнього села Микільське-на-Дніпрі Солонянського району), загинув у 972 році київський князь Святослав.
Посилений натиск на слов'янські землі половців викликав необхідність постійної охорони водного шляху з боку Київської держави. На початку XII сторіччя під час правління князя Володимира Мономаха та його сина Мстислава Київська Русь, посилюючи боротьбу проти кочівників, здійснила в 1103, 1109, 1111 і 1116 роках ряд переможних походів на половців. У 1152 році давньоруське військо завдало поразки половцям біля річок Орелі і Самари, а в 1183 році на цій же території вщент розбило половців і взяло в полон їх хана Кобяка.
У XIII сторіччі Надпоріжжя й Запоріжжя, як і багато інших давньоруських земель, потрапило під владу монголо-татар, що на тривалий період затримало економічний розвиток цих земель.

## Козаччина
У освоєнні придніпровських степів після монголо-татарської навали величезну роль зіграло українське козацтво, виникнення якого відноситься до другої половини XV ст. Територія його формування охоплювала спочатку Київщину та Черкащину, а потім малозаселені і незаселені степові райони середнього і нижнього Подніпров'я. Рятуючись від утисків поміщиків, селяни і ремісники втікали з різних місцевостей України на малозаселені і пустельні південно-східні окраїни країни і засновували там нові поселення. Зустрічалися серед козаків і російські — «москвитини», про що свідчить «Реєстр козаків низових запорозьких» 1581. Одночасно козацькі поселення виникали на Дону, Яїку, Тереку.
Центром українського козацтва стала Запорізька Січ, заснована в 40-х роках XVI сторіччя на території сучасної Дніпропетровщини, на острові Томаківка (на території Марганцю). Після зруйнування татарами в 1593 році Січі на Томаківці запорожці перенесли свій центр на інший острів — Базавлук, приблизно за 30 км на південний захід від Томаківки. Близько 1638 року на Микитиному Розі, де розташований сучасний Нікополь, була заснована нова, Микитинська Січ, що проіснувала до 1652 року. У середині XVII сторіччя на північний захід від Микитинської виникла Чортомлицька Січ (так звана Стара) біля сучасного села Капулівки, що біля Нікополя. Чортомлицька Січ була вдало розташована у військовому відношенні: її природними укріпленнями були річки Чортомлик, Підпільна і Скарбна. Одним боком Січ виходила в поле, де був насипаний земляний вал висотою до 13 метрів, на якому вкопували захисні палі, будувалася оборонна вежа. Перед вежею за ровом знаходилися земляні укріплення з отворами для гармат.
Січ була головним зміцненням Запоріжжя. Тут розміщувалися військова канцелярія, пушкарня, комори, військові майстерні. У центрі фортеці, на площі, збиралася військова рада (коло). Навколо площі стояли будинки військової старшини і козачі курені.
Протягом усієї своєї історії (XV–XVIII ст.) Запорізьке, як і донське, козацтво відігравало визначну роль у боротьбі проти татаро-турецької експансії. Перші звістки про успішне відбиття козаками татарських набігів на півдні України містяться в хроніках М. Більського і А. Гваньїні (близько 1489 і 1516 роки). На початку 40-х років XVI сторіччя козаки почали споруджувати біля річки Орелі (ліва притока Дніпра) зміцнення проти татар. Незабаром, у 1545 році, біля річки Самари вони розгромили татарські війська Емін-Гірея, що намагалися переправитися через Дніпро. Ведучи боротьбу проти чужоземних загарбників і гнобителів, козаки проявляли масовий героїзм, відвагу і мужність. Спускаючись на своїх легких човнах-чайках вниз по Дніпру, вони нападали на турецькі фортеці, роззброювали їх гарнізони, звільняли невільників. Такі успішні походи були здійснені в 1538 і 1541 роках на Очаків, в 1589 році на Козлів, в 1604 році на Варну.
Боротьба запорізьких і донських козаків була проти Кримського ханства і Туреччини. 
Спільні дії і походи донських і запорозьких козаків проти турків і татар особливо посилилися в 20-30-ті роки XVII сторіччя. Донські козаки самі свідчили у 1632 році про наявність тісної бойового союзу між ними і запорожцями: «А у нас де, у донських козаків, — говорили вони, — з запорізькими черкаси вирок учинений такий: як парафії откуду чаять яких донських людей багатьох на Дон або в Запороги, і запорізьким Черкасов на Дону, нам, козакам допомагати, а нам, донським козакам, допомагати запорізьким черкаси». Ще тіснішими стали зв'язку між донськими і запорізькими козаками в 1637–1642 роках, коли вони спільно визволяли і захищали Азов. Неодноразово бували на Запорізькій Січі російські дипломати, зокрема, в 1594 році Січ відвідав В. Никифоров.
Господарськими заняттями козацтва в цей період були рибна ловля, полювання, скотарство, бджільництво. Частина козаків займалася різними ремеслами. З самого початку свого існування козацтво складалося з двох соціальних груп — бідноти («сіроми», «сірома», «голоти»), котра становила більшість запорізьких козаків, і заможної частини — козацької старшини, поступово захоплювала у свої руки адміністративні та військові пости і нещадно експлуатувати «голоту». Посол австрійського імператора до запорозьких козаків Еріх Лясота в своєму щоденнику в 1594 році виділяв, з одного боку, «старшин», заможніших козаків, серед яких були «мисливці або власники човнів», з іншого — «багато людей бідних», яких називали «черню», «простим народом». Він був очевидцем, як при вирішенні важливих питань козаки поділялися на два кола («кола»): старшинський і складається з «черні», між якими відбувалися гострі конфлікти. Тут не знали кріпацтва, тому на ці землі не припинявся приплив утікачів з різних областей України й Білорусі.
Козацтво відігравало ключову роль в україно-польській війні. Богдан Хмельницький саме в Микитинській Січі у січні 1648 року був обраний гетьманом Війська Запорізького. Після завершення війни 1648–1654 рр. Запорізька Січ (в той час нею була Чортомлицька Січ) продовжувала бути адміністративно-військовим центром усього Запоріжжя. В травні 1709 року царський уряд Російської імперії зруйнував Січ, використавши як привід те, що частина козаків під керівництвом гетьмана Івана Мазепи і кошового отамана Гордієнка воювала проти Петра І у Північній війні.

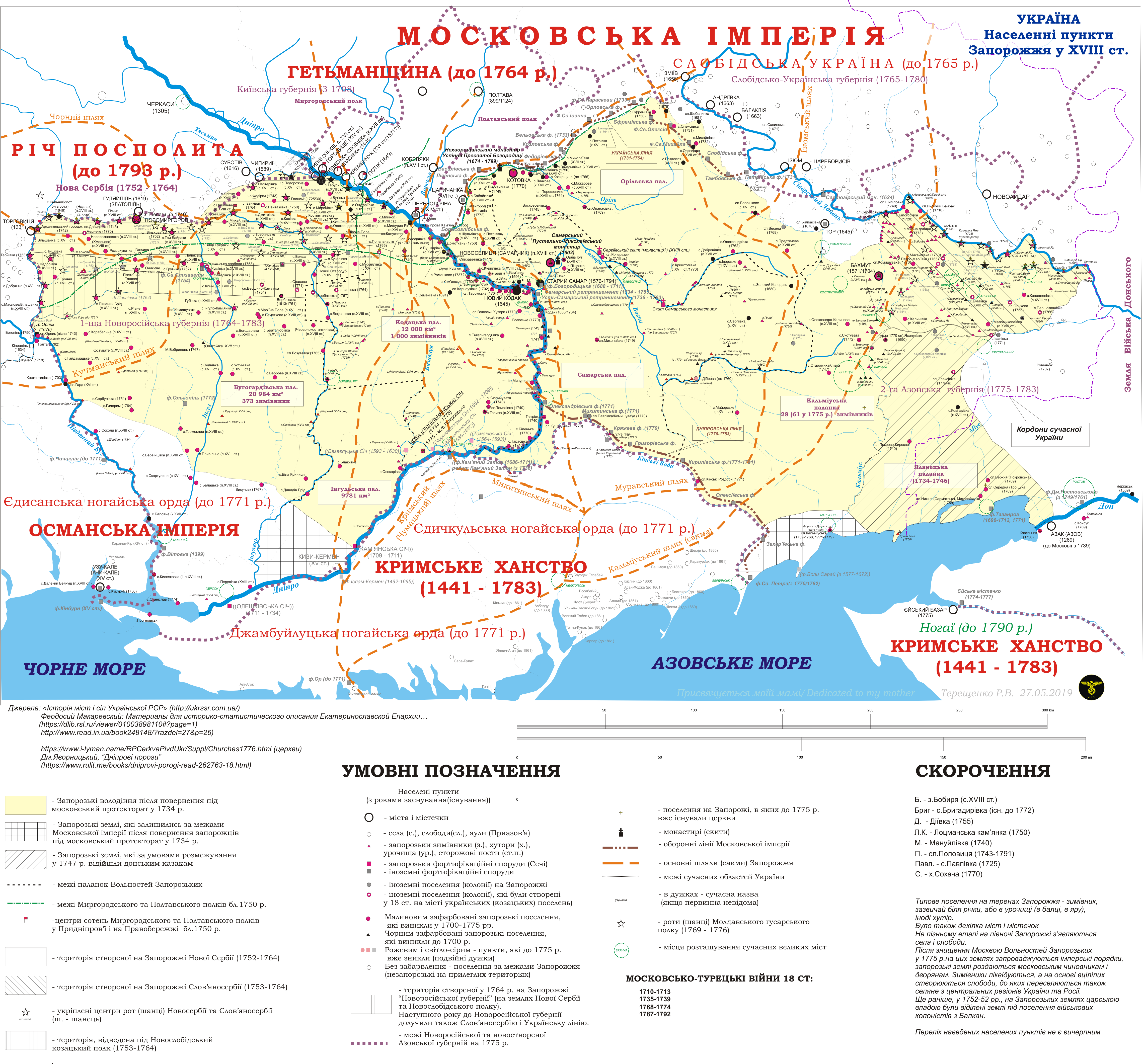
Землі Придніпров'я у 18 ст.

1734 року за умовами Лубенського договору козакам було дозволено заснувати Нову Січ. Вона розташовувалася на річці Підпільній на території теперішнього села Покровське. Територія, яка підпорядковувалась Новій Січі у адміністративно-територіальному відношенні поділялася на паланки. Сучасну територію області в основному займали Кодацька і Самарська паланки.
В цей період головною формою ведення господарства були зимівники. У період Нової Січі розбіжності і конфлікти між старшиною і рядовими козаками посилились. Земля, луки, худоба в основному належали військовій та паланковій старшинам. Ті козаки, які не мали власності були змушені найматися на роботу до слобідських козаків, виконуючи різну роботу у їхніх зимівниках. У слободах також поселялися селяни, які разом з родинами втікали з інших місцевостей України. Такі селяни утворили прошарок посполитих. Вони платили у військову казну Січі податок та відбували певні повинності на користь війська. З-поміж них ще виділялися підсусідки, які не мали власного господарства, а жили у заможних слобожан або зимівничан.
Багатша козацька верхівка почала утискати права «голоти», що призводило до напруги у стосунках і навіть до бунтів. У вересні 1761 р. відбувся виступ проти верхівки у найбільших поселеннях Кодацької паланки — Кам'янському і Романковому. У грудні 1768 року бунт вибухнув на самій Січі. Кошовому отаману Калнишевському та старшині довелося переховуватися у ретраншементі, а для допомоги у придушенні повстання були залучені царські війська.
Починаючи з другої половини 18 століття російська влада почала проводити політику обмеження адміністративного і військового впливу козацтва. Навколо Січі були збудовані п'ять укріплень, в яких розміщувалися царські гарнізони. Значна частина території Нової Січі, а з нею й козаки та населення, які на ній проживали, відійшли до Новоросійської губернії, створеної 1764 року. Ці заходи мали призвести до поступового ослаблення Січі і її ліквідації.

Козаки брали велику участь у російсько-турецькій війні, що, ймовірно, відстрочило знищення Січі. Після її закінчення за Кючук-Кайнарджійським мирними договором Росія отримала землі між гирлами Дніпра і Південного Бугу, через це Січ втрачала значення військового форпосту. Після повстання Пугачова 1773–1775 рр. також змінилося ставлення влади до козацтва на всіх територіях. Тому в липні 1775 року царські війська оточили, захопили і знищили Січ. Козаки, що перебували на той час в Січі, вирішили не чинити опору. Згодом було видано указ Катерини II, який офіційно повідомляв про причини ліквідації Запорізької Січі.

### Освіта і культура Запорізької Січі
Освіта на землях Запоріжжя була прив'язана до осередків релігійного життя — церковних парафій, монастирів. На Січі діяла школа вокальної музики, яка готувала церковних співаків і кобзарів. 1770 року цю школу перенесено до слободи Орлівщини.
Козаки мали свої характерні культуру і мистецтво. Предмети побуту козаків, деталі житлової архітектури вирізнялися своєрідним різьбленням. Народна творчість на Запоріжжі — думи і пісні — в основному стосувалася теми козацтва. Петриківський розпис, який розвинувся серед селян саме на територіях, підконтрольних Січі, тісно пов'язаний з культурою козаків.

## Землі області у складі Російської імперії

### Катеринославське намісництво
За цим же указом землі, які були під контролем Січі, увійшли до складу Азовської і Новоросійської губерній. 1783 року їх об'єднали у Катеринославське намісництво, губернатором якого був Григорій Потьомкін. Царський уряд був зацікавлений у якнайшвидшому заселенні цієї території. Для цього проводилася політика безкоштовного надання земельних ділянок
дворянам, чиновникам, офіцерам, українським і російським поміщикам. Одержуючи тут землю і засновуючи маєтки, вони перевозили сюди своїх кріпаків з інших губерній. Крім них уряд видавав дозволи оселятися тут державним селянам. Продовжували селитися на цих землях селяни-втікачі, а також іноземні колоністи — німці, болгари. У підсумку чисельність населення швидко зростала. На території намісництва (яка була набагато більша за територію сучасної Дніпропетровської області і включала також частини Херсонської, Миколаївської, Кіровоградської, Полтавської, Харківської, Донецької, Запорізької) станом на 1786 рік проживало 725 тисяч, а на 1793 рік — 819 тисяч чоловік.
Найбільшу частину населення складали державні селяни — військові поселяни, козаки, відставні солдати. Вони були феодально залежними від держави, хоча формально кріпаками не були. Вони користувались казенними землями, сплачуючи податки і відбуваючи повинності. Їх у 1784 році було близько 200 тисяч осіб чоловічої статі. З-поміж державних селян найчисельнішою була група військових поселян. Вони платили податок за користування землею, а для отримання землі мали відслужити у війську 15 років.
1796 року Катеринославське намісництво було ліквідоване як адміністративно-територіальна одиниця. Знову була створена Новоросійська губернія, яку 1802 року поділили на три губернії — Катеринославську, Херсонську і Миколаївську.

### Катеринославська губернія
Катеринославська губернія займала всю південно-східну Україну і частину території нинішньої Ростовської області. З 1887 року Таганрозьке градоначальство і Ростовський повіт відносились до Області війська Донського, а більша частина нинішніх Донецької, Луганської і Запорізької областей до 1920 року належали до Катеринославської губернії.

Катеринославська губернія (мапа 1821 року)

На початку 19 століття найбільшими містами губернії (з тих, які сьогодні розташовані на території області) були — Катеринослав, повітові центри Павлоград, Верхньодніпровськ і Новомосковськ, а також Нікополь.
Головна сфера господарства на той час — сільськогосподарське виробництво. В містах і поміщицьких маєтках починали діяти підприємства харчової і легкої промисловості — суконні мануфактури, винокурні, чинбарні, салотопні, свічкові, цегельні та інші виробництва. Переважно вони перебували у власності міщан, заможних селян, які використовували на своїх підприємствах вільнонайману працю. Найбільшими підприємствами були казенні суконно-шовкові фабрики у Катеринославі, також суконні виробництва в маєтках князя О. Прозоровського (село Чаплі Новомосковського повіту) і поміщиці О. Брискорн (село Вищетарасівка Катеринославського повіту). У 1835 році був заснований перший великий чавуноливарний завод у Катеринославі. Із розвитком промисловості зростали обсяги торгівлі, головною формою якої були ярмарки.
Економічне і соціальне становище більшості населення губернії на початку 19 століття було скрутним — кріпацтво ще не було скасоване, а вільнонаймані працівники на підприємствах та виробництвах не мали задовільних умов праці. В друкованих виданнях того часу повідомлялося про випадки голоду і епідемій у губернії. Це призводило до селянських заворушень в окремих селах, а іноді і до значних виступів, які охоплювали цілі волості, та масових втеч селян в Крим, Молдавію. Наприклад, 1820 року таке повстання охопилу всю південно-східну частину губернії. 1844 року протягом чотирьох місяців тривало повстання жителів села Нікольського Павлоградського повіту. А в середині 19 століття такий рух набрав більшої сили (6 великих виступів за 1852–1855 роки), а з 1856 року селяни цілими селами втікали на південь. Пізніше цей рух отримав назву «Похід у Таврію за волею».
Після Селянської реформи 1861 року кріпосне право було скасоване, але за її умовами селяни втратили велику частину землі. Середній земельний наділ поміщицьких селян по губернії після реформи зменшився до 2 десятин на ревізьку душу (до реформи було 2,8 десятини). А ту землю, яку колишні кріпаки таки отримали, вони мали викупляти за цінами, які майже уп'ятеро перевищували ринкову вартість землі. Через це знову почалися масові виступи селян, які придушувалися військами (у 1861–1870 роках відбулося 88 заворушень, які охопили 186 сіл губернії).

#### Розвиток промисловості у другій половині 19 століття
Починаючи з 1860-х років у Катеринославській губернії стрімко зростає кількість нових промислових підприємств. Протягом 1861–1870 років засновано 4 нових підприємства, а протягом 1871–1880 років — 30, протягом 1881–1890 років — 57, протягом 1891–1900 років — 164. Найбільше розвивались добувна і обробна промисловість, у тому числі зростав видобуток марганцевої руди. Такому розвиток посприяло будівництво залізниць, зокрема Катерининської залізниці, яка була введена в експлуатацію 1884 року і з'єднала Донецький кам'яновугільний і Криворізький гірничорудний басейни. 10 травня 1887 року була запущена перша домна Брянського заводу — першого металургійного підприємства на Придніпров'ї.
За період з 1884 по 1901 рік чисельність населення зросла у 2 рази (з 1,4 до 2,8 мільйона жителів). Чисельність міського населення за період 1858–1897 років збільшилась з 59,3 тисяч до 220,6 тисяч (в 3,7 раза). В основному це відбувалося не за рахунок природного приросту, а завдяки переїзду місцевих селян та з інших губерній на роботу на нових промислових підприємствах.
Разом із цим становище робітничого прошарку губернії, як у всій країні, було важким. Робітники з допомогою страйків все частіше виявляли незадоволення умовами праці (робочий день тривав 14-16 годин, оплата праці на рівні прожиткового мінімуму, відсутність техніки безпеки, безправ'я відносно власників підприємств). Катеринославська губернія, як промисловий центр півдня країни, була і найбільшим осередком страйкового руху. Протягом 1866–1899 років в губернії відбулося 180 страйків, що складало 44% від загальної кількості в усіх губерніях України. Важке становище населення використовували у своїх політичних цілях та для посилення впливу на маси різноманітні рухи соціал-демократичного спрямування. Обстановка ще більше загострилася у зв'язку із економічною кризою 1900–1903 років. На Катеринославщині в цей час діяло вже 8 металургійних заводів—велетнів, на яких працювало 35,5 тисяч робітників.

#### Протягом революційних і воєнних подій початку XX століття
Під час революції 1905–1907 років на промислових підприємствах, залізниці, у навчальних закладах губернії відбувалися масові страйки. 8 грудня в Катеринославі відбулася сутичка мітингувальників, яка переросла у збройне повстання із боями на барикадах. Зі ініціативи місцевого осередку РСДРП, були створені бойові страйкові комітети міста і губернії, які два тижні діяли як органи влади. Протягом цього ж періоду відбувалися і селянські заворушення, що супроводжувалися погромами і підпалами маєтків.
Внаслідок цих подій царський уряд запровадив певні реформи у сільському господарстві, зокрема столипінську аграрну реформу, якою ліквідовувалося общинне землеволодіння. Через невдалу реалізацію цих реформ багато селянських господарств, вийшовши з общин розорилося. Так, на території губернії протягом 1907–1914 років 140 тисяч господарств із 270 тисяч вийшли з общини, а з них бл. 17 тисяч — розорилося.
Продовжувалося промислове зростання і монополізація провідних галузей промисловості. Кількість робітників зросла до 248,5 тисяч станом на 1913 рік, з них 79% відсотків працювало на підприємствах з кількістю робітників понад 500. У виробництві значну роль відігравали синдикати — «Продамет», «Продвугілля», «Продаруд».
Із початком Першої світової війни, через яку до армії було мобілізовану велику кількість робітників, господарство губернії почало занепадати, значно знизилась продуктивність металургійних заводів. Розруха поширилась і на сільське господарство. З 1916 року уряд вдавався до реквізицій хліба і селян, що посилювало антивоєнні настрої. Того ж 1916 року у страйками було охоплено 100 тисяч робітників губернії.
Відразу після Лютневої революції 1917 року, повалення самодержавства і створення Тимчасового уряд у Росії, по всій губернії також пройшли революційні виступи, створювалися Ради робітничих і солдатських депутатів і ради селянських депутатів. 4 березня відбулося перше засідання такої ради у Катеринославі. Більшість у радах складали представники РСДРП (як «меншовики», так і «більшовики»), есери.

Після жовтневого перевороту у Катеринославі також почалися заворушення, ініційовані більшовиками. На засіданні Ради робітничих і солдатських депутатів 27 жовтня була прийнята резолюція про перехід усієї влади до рад. В листопаді були проведені перевибори до Рад у Катеринославі, Павлограді, Кривому Розі, Кам'янському. Більшість мандатів тепер здобули більшовики. Водночас у Києві Центральною Радою було проголошено III Універсал про здійснення влади на всій території України. 8 (21) грудня 1917 після рішення I Всеукраїнського з'їзду Рад і створення радянського уряду більшовики почали підготовку до збройного повстання проти Центральної ради. Паралельно формувалися загони Червоної гвардії у містах губернії. Бої за владу в губернії розгорнулися наприкінці грудня 1917—початку січня 1918 року. Наступ російських військ зі сторони Харкова у поєднанні із збройними повстаннями на місцях призвів до швидкого захоплення губернії. 19 грудня 1917 (1 січня 1918) було захоплено Павлоград, 23 грудня 1917 (5 січня 1918) Синельникове і Новомосковськ, 29 грудня 1917 (11 січня 1918) — Катеринослав, 17 (4) січня 1918 — Верхньодніпровськ, 22 (9) січня 1918 — Кривий Ріг. У лютому на сході України з'явилось ще одне радянське утворення — Донецько-Криворізька республіка, щодо створення якої окремо від УНРР, керівництво більшовиків висловлювалось негативно. 
Після укладення Берестейського миру розпочався контрнаступ військ УНР разом із німецько-австрійськими частинами. Радянський уряд України переїхав до Катеринослава, де 19 березня відбувся ІІ Всеукраїнський з'їзд рад, який постановив об'єднати всі радянські утворення на території України в єдину Українську Радянську Республіку для створення єдиного фронту проти наступу військ центральних держав. Але виконуючи умови Берестейського миру від 3 березня, уряд РРФСР не міг надати збройної допомоги місцевим загонам червоної гвардії. Опір чинили лише декілька тисяч мобілізованих з місцевого населення. 4 квітня німецькі війська зайняли Катеринослав, а згодом всю губернію. Після Гетьманського перевороту 1918 року Катеринославська губернія була адміністративною одиницею у складі Української держави. В листопаді 1918 року під час повалення Гетьманату у Катеринославі, сталися збройні сутички
між частинами, які перейшли на бік Директорії і тими, хто продовжував підтримувати гетьманський уряд. 
Після виведення з території України німецько-австрійських військ, під виглядом незалежного українського радянського уряду радянська влада Росії знову повела наступ на українські території. Разом із цим більшовики почали створювати на місцях революційні комітети. В кінці грудня вони звернулись із пропозицією до Нестора Махна спільно діяти проти військ Директорії, і 28 грудня могли зайняти Катеринослав і проголосили відновлення радянської влади в місті і губернії. Вже 31 грудня частини Директорії, дислоковані у Верхньодніпровську, змогли відбити Катеринослав і відтіснити повстанські загони до Павлограда, де ті дочекалися приходу регулярних частин Червоної армії. 22 січня 1919 року група радянських військ спільно з партизанськими загонами зайняла Новомосковськ і Синельникове, а 26 січня Катеринослав. На кінець лютого 1919 року у більшості повітів Катеринославської губернії встановлено владу Рад робітничих, селянських і червоногвардійських депутатів, більшість членів яких складали представники КП(б)У. Із встановленням радянської влади в губернії, як і по всій країні, більшовицька влада проводила політику воєнного комунізму — розпочалася націоналізація промислових підприємств, рудників, розподіл землі між селянами і створення радгоспів та колгоспів. Також проводилася продрозверстка для збору продовольства в Росію. Примусове вилучення продовольства спричинило масове невдоволення селян.
На ґрунті таких настроїв у травні 1919 року відбулося Григор'ївське повстання, в ході якого 12 травня радянська армія здала Катеринослав повстанцям. Після поразки повстання і відновлення радянської влади становище у губернії залишалося складним. Влада продовжувала триматися жорсткої політики воєнного комунізму, постійно відбувалися сутички партизанських загонів, а з червня на територію Катеринославщини повели наступ «білі» війська Добровольчої армії.
28 червня частини Добровольчої армії зайняли Катеринослав, але бої в районі міста тривали. В середині липня 14-та армія Південного фронту змогла на деякий час вибити білогвардійців з міста, але потім змушена була відійти. Частини Добровольчої армії просувалися далі на північ і захід і зайняли всю територію губернії, яка перебувала під владою адміністрації ЗСПР до грудня 1919 року. Хоча з вересня тут велися постійні сутички з махновцями, які воювали на стороні Червоної армії. Це суттєво послабило тил Добровольчої армії. Протягом грудня радянські війська зайняли територію губернії, а 29 грудня 1919 року влада в Катеринославі знову (втретє) перейшла до більшовиків. Протягом вересня—листопада 1920 року на території губернії знову велися військові дії — Червона армія відбивала наступ «білих» під командуванням Врангеля. Після поразки Врангеля, а також після придушення загонів Махна, які на території губернії тепер діяли проти більшовиків, з листопада 1920 року у Катеринославській губернії остаточно встановлено владу УРСР.
Стан освіти і культури
У всій губернії в 1912 році було 58 середніх навчальних закладів, 2455 початкових шкіл, 120 бібліотек. Єдиним вищим навчальним закладом було Катеринославське вище гірниче училище, яке у 1912 році перетворили на гірничий інститут. У той період в інституті працювали відомі вчені: в галузі гірничих наук Терпигорєв О. М., Протодьяконов М. М., Шевяков Л. Д.,Федоров М. М., геолог Лебедєв М. Й., механік Динник О. М., металурги Павлов М. О., Фортунато Л. М., хімік Писаржевський Л. В., математик Синцов Д. М. 1901 року було створене Катеринославське наукове товариство.
У Катеринославі діяв історико-археологічний музей імені О. М. Поля. Його директором був відомий історик, археолог, етнограф Дмитро Яворницький. Він відомий своїми дослідженнями історії Запорізької Січі, із якої написав багато праць. Також зробив вагомий внесок для колекцій пам'яток Запоріжжя у музеї.
В губернії було розвинуте народне образотворче мистецтво. Петриківка, Царичанка і Мишурин Ріг були відомі завдяки настінному розпису. В окремих волостях були поширені килимарство, різьблення по дереву, художня обробка металу.

## У складі УРСР
За час військових дій та невизначеності влади на території губернії занепало господарство. На початок 1921 року не діяла жодна домна. Не працювали майже всі заводи. Катерининська залізниця діяла з перебоями. У Криворізькому басейні працювали 3 рудники із 38, на яких залишилася тисяча робітників із 24 тисяч. Сільське господарство переживало глибоку кризу. Масове вивезення продовольства в Росію в результаті воєнного комунізму спричинило голод, який охопив всю губернію. Селяни приєднувались до загонів Махна і виступали проти радянської влади. Навесні 1921 року у губернії було оголошене воєнне становище, для боротьби з махновцями було задіяно понад 150 оперативних загонів. На червень 1921 року ситуація стабілізувалась, оскільки через голод основні частини Махна були змушені залишити губернію.

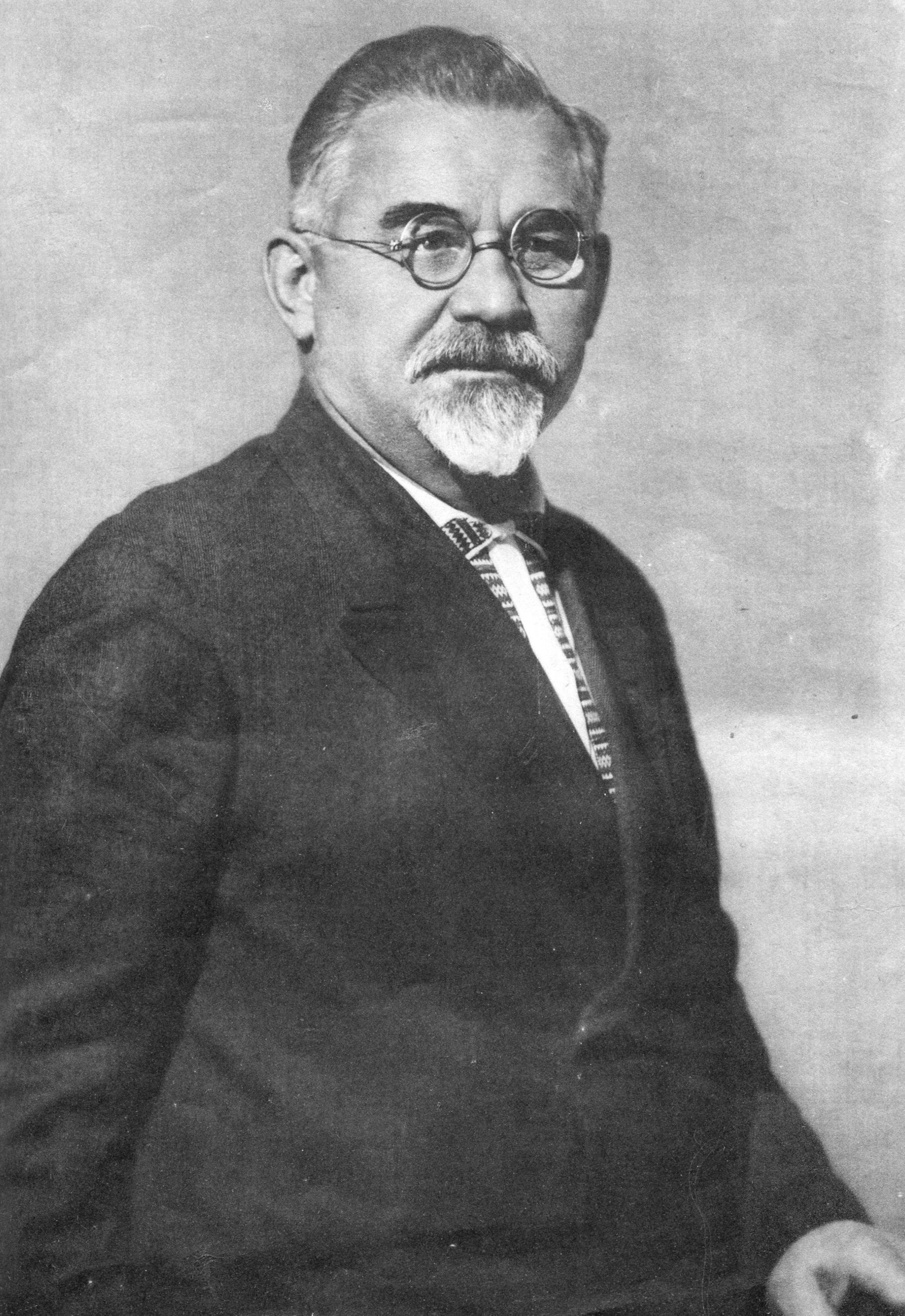
Григорій Іванович Петровський

Разом з цим радянська влада зосередилася на відбудові промисловості губернії. В другій половині 1921 року почали працювати Брянський завод (з 1922 року — завод імені Г. І. Петровського), заводи «Шодуар» (з 1922 року — трубопрокатний завод ім. Леніна і металургійний завод ім. Комінтерну), завод Гантке (3 1922 року — завод ім. К. Лібкнехта. Відновили роботу рудники Криворізького залізорудного і Нікопольського марганцевого басейнів. Металургійні заводи катеринославської групи «Південсталь» у 1925 році виробили 42% загального виробництва чавуну і прокату в УРСР, а рудники Кривбасу давали 53,2% видобутку залізної руди в усьому СРСР. Це дозволяло повністю забезпечувати сировиною металургійні підприємства півдня України, а також експортувати руду. В сільському господарстві радянська влада активно впроваджувала колективізацію — створювалися колгоспи і радгоспи.
У серпні 1925 року було проведено реформу адміністративно-територіального поділу в СРСР, за якою були скасовані губернії. З колишньої Катеринославської губернії було виділено 7 округ. Сучасна територія області входила до складу 3 округ:
- Катеринославська округа (14 районів, населення — 681 033, міста — Катеринослав (з 20 липня 1926 року — Дніпропетровськ), Кам'янське, Новомосковськ)
- Криворізька округа (14 районів, населення — 504 617, міста — Кривий Ріг, Нікополь)
- Павлоградська округа (12 районів, населення — 532 619, місто — Павлоград). 1926 року Павлоградська округа приєднана до Дніпропетровської.

З 15 вересня 1930 року поділ на округи скасовувався, УСРР поділялась безпосередньо на райони.
1927 року розпочалося будівництво Дніпровської гідростанції, яка повинна була сприяти продовженню розвитку промисловості в регіоні. Також розпочалося спорудження металургійного заводу у Кривому Розі. Влада продовжувала підтримувати індустріалізацію і протягом 1927–1932 років (I п'ятирічка в СРСР) було введено в експлуатацію Криворізьку районну електростанцію, збудовано 2 коксохімічні заводи (у Дніпропетровську і Дніпродзержинську), 3 домни, 6 мартенів, марганцеві шахти № 24, 13 і 15, п'ять залізозбагачувальних фабрик, 2 залізорудні шахти в Кривбасі, цегельний завод у Нікополі, залізобетонний міст через Дніпро у Дніпропетровську.

### Створення Дніпропетровської області
27 лютого 1932 року утворено Дніпропетровську область. На початку до складу області увійшли майже всі райони 5 колишніх округ — Дніпропетровської, Криворізької, Запорізької, Мелітопольської і Маріупольської, а також деякі райони Кременчуцької, Сталінської й Зінов'ївської. Фактично були охоплені території двох сучасних областей — Дніпропетровської і Запорізької, і частково — Херсонської, Кіровоградської і Донецької. Вже в липні 1932 року при створенні Донецької області зі складу Дніпропетровської області було передано 5 районів: Велико-Янисольський національний грецький, Волноваський, Старо-Каранський, Старо-Керменчицький й Старо-Миколаївський.
Станом на 1 грудня 1933 року до складу області входило 4 міськради, підпорядковані безпосередньо області, і 44 райони.
| Сучасна територія області | Сучасна територія області         | Сучасна територія області       | Сучасна територія інших областей | Сучасна територія інших областей      | Сучасна територія інших областей | Сучасна територія інших областей |
| №                         | Назва району у 1933 р.            | Центр                           | №                                | Назва району у 1933 р.                | Центр                            | Область, до якої належить тепер  |
| ------------------------- | --------------------------------- | ------------------------------- | -------------------------------- | ------------------------------------- | -------------------------------- | -------------------------------- |
| 1                         | Апостолівський                    | селище Апостолове               | 1                                | Бердянський                           | Бердянськ                        | Запорізька                       |
| 2                         | Божедарівський                    | зал. сел. Божедарівка           | 2                                | Василівський                          | с. Василівка                     | Запорізька                       |
| 3                         | Васильківський                    | с. Васильківка                  | 3                                | Велико-Білозерський                   | с. Велика Білозерка              | Запорізька                       |
| 4                         | Верхне-Дніпровський               | смт. Верхньодніпровськ          | 4                                | Велико-Лепетихський                   | с. Велика Лепетиха               | Херсонська                       |
| 5                         | Лихівський                        | с. Лихівка                      | 5                                | Велико-Токмацький                     | смт. Великий Токмак              | Запорізька                       |
| 6                         | Магдалинівський                   | с. Магдалинівка                 | 6                                | Високопільський (нац. німецький)      | с. Високопілля                   | Херсонська                       |
| 7                         | Межівський                        | зал. сел. Межова                | 7                                | Геничеський                           | смт. Генічеськ                   | Херсонська                       |
| 8                         | Нікопольський                     | Нікополь                        | 8                                | Долинський                            | зал. сел. Долинська              | Кіровоградська                   |
| 9                         | Новомосковський                   | Новомосковськ                   | 9                                | Кам'янський (нац. російський)         | с. Кам'янка-Дніпрова             | Запорізька                       |
| 10                        | Павлоградський                    | Павлоград                       | 10                               | Коларовський(нац. болгарський)        | с. Коларівка                     | Запорізька                       |
| 11                        | Петриківський                     | с. Петриківка                   | 11                               | Люксембурзький (нац. німецький)       | с. Люксембург-Український        | Запорізька                       |
| 12                        | Покровський                       | с. Покровське                   | 12                               | Мелітопольський                       | Мелітополь                       | Запорізька                       |
| 13                        | П'ятихатський                     | зал. сел. П'ятихатка            | 13                               | Михайлівський                         | с. Михайлівка                    | Запорізька                       |
| 14                        | Синельниківський                  | смт. Синельникове               | 14                               | Молочанський (нац. німецький)         | с. Молочанськ                    | Запорізька                       |
| 15                        | Солонянський                      | с. Солоне                       | 15                               | Нижне-Сірогозький                     | с. Нижні Сірогози                | Херсонська                       |
| 16                        | Софіївський                       | с. Софіївка                     | 16                               | Ново-Василівський                     | с. Ново-Василівка                | Запорізька                       |
| 17                        | Сталіндорфський (нац. єврейський) | с. Сталіндорф                   | 17                               | Ново-Златопольський (нац. єврейський) | с. Новозлатопіль                 | Запорізька                       |
| 18                        | Томаківський                      | с. Томаківка                    | 18                               | Ново-Миколаївський                    | с. Ново-Миколаївка               | Запорізька                       |
| 19                        | Царичанський                      | м. Царичанка                    | 19                               | Ново-Празький                         | с. Нова Прага                    | Кіровоградська                   |
| №                         | Міста обласного підпорядкування   | Міста обласного підпорядкування | 20                               | Ново-Троїцький                        | с. Ново-Троїцьке                 | Херсонська                       |
| 1                         | Дніпропетровськ                   | Дніпропетровськ                 | 21                               | Олександрійський                      | Олександрія                      | Кіровоградська                   |
| 2                         | Кам'янське                        | Кам'янське                      | 22                               | Оріхівський                           | смт. Оріхів                      | Запорізька                       |
| 3                         | Кривий Ріг                        | Кривий Ріг                      | 23                               | Царекостянтинівський                  | с. Царекостянтинівка             | Запорізька                       |
|                           |                                   |                                 | 24                               | Чубарівський                          | с. Чубарівка                     | Запорізька                       |
|                           |                                   |                                 | 25                               | Якимівський                           | Якимівка                         | Запорізька                       |
|                           |                                   |                                 | №                                | Місто обласного підпорядкування       | Місто обласного підпорядкування  | Місто обласного підпорядкування  |
|                           |                                   |                                 | 1                                | Запоріжжя                             | Запоріжжя                        | Запоріжжя                        |

### Адміністративно-територіальні зміни у 1934-1939 роках
На січень 1937 у складі Дніпропетровської області перебувало: 
- 59 районів: Андріївський (с. Андріївка), Бердянський (м.Бердянськ), Божедарівський (с.Божедарівка), Василівський (смт. Василівка), Васильківський (с. Васильківка), Велико-Білозерський (с. Велика Білозерка), Велико-Лепетіхскій (с. Велика Лепетиха), Велико-Токмацький (м. Великий Токмак), Верхньодніпровський (смт. Верхньодніпровськ), Веселовський (с. Веселе), Генічеський (смт. Генічеськ), Гуляйпільський (смт. Гуляйполе), Долинський (смт. Долинська), Іванівський (с. Іванівка), Казанківський (с. Казанківка), Кам'янсько-Дніпровський (Каменський) національний російський (смт. Кам'янка-Дніпровська), Коларівський національний болгарський (с. Коларівка), Косіорівський (смт. Косіорове), Котовський (с. Котовка), Куйбишевський (ім.В.В.Куйбишева; с. Куйбишеве), Люксембурзький національний німецький, Магдалинівський (с. Магдалинівка), Межівський (с. Межова), Мелітопольський (м Мелітополь), Михайлівський (с. Михайлівка), Молочанський національний німецький (смт. Молочанськ), Нижньо-Серогозької (с. Нижні Сірогози), Новгородківський (с. Новгородка), Ново-Василівський (с. Ново-Василівка), Ново-Златопільский національний єврейський (с. Ново-Златопіль), Ново-Московський (м. Ново-Московськ), Ново-Миколаївський (с. Ново-Миколаївка), Ново-Празький (с. Нова Прага), Ново-Троїцький (с. Ново-Троїцьке), Оріхівський (м Орєхов), Павлоградський (м Павлоград), Перещепинський (с. Перещепине), Петриківський (с. Петриківка), Петрівський (с. Петрове), Петропавлівський (с. Петропавлівка), Олександрівський (с. Олександрівка), Покровський (с. Покровське), Приазовський (с. Приазовське), П'ятихатський (смт. П'ятихатки), Ротфронтовскій національний німецький (с. Ротфронт (Вальдгейм)), Сиваський (с. Сиваське), Солонянський (с. Солоне), Софіївський (с. Софіївка), Сталіндорфського національний єврейський (с. Сталіндорф), Томаківський (с. Томаківка), ім.Фріца Геккерта (Високопільський) національний німецький (с. Фріц-Геккертово (Високопілля)), ім. Хатаевіча (Синельниківський; смт. Синельникове), Царичанський (с. Царичанка), Червоноармійський (смт. Червоноармійське), Чернігівський (с. Чернігівка), Чубарівський (Пологівський; смт. Чубарівка (Пологи)), Широківський (с. Широке), Юр'ївський (с. Юр'ївка), Якимівський (с. Якимівка);
- 5 міст обласного підпорядкування: Запоріжжя, Дніпродзержинськ, Дніпропетровськ, Кривий Ріг, Нікополь.[29]

1938 року Косіорівський район перейменовано на Апостолівський (смт. Апостолове).
1938 року скасовані Коларівський, Люксембурзький, Молочанський, Ротфронтовський, ім. Фріца Геккерта (Високопільський) національні райони.
У 1930-х роках скасовано Казанківський район й створені Дніпропетровський (м Дніпропетровськ), Криворізький (м. Кривий Ріг), Криничанський (с. Кринички), й Чкаловський райони (с. Чкалове).
1939 року Божедарівський район перейменовано на Щорський (смт. Щорськ).
10.01.1939 до складу Кіровоградської області передані Долинський, Новгородківський, Ново-Празький, Олександрівський, Петровський райони.
10.01.1939 до складу Запорізької області передані Андріївський, Бердянський (Осипенківський), Василівський, Велико-Білозерський, Велико-Лепетихський, Велико-Токмацький, Веселовський, Генічеський, Гуляйпільський, Іванівський, Кам'янсько-Дніпровський, Куйбишевський, Мелітопольський, Михайлівський, Нижньо-Сірогозький, Ново-Василівський, Ново-Златопі льский, Ново-Миколаївський, Ново-Троїцький, Оріхівський, Пологівський, Приазовський, Сиваський, Червоноармійський, Чернігівський, Якимівський райони.

### Події 1930-их років
Для 1930-х років в області притаманні ті ж риси, що є характерними для цього періоду в усьому СРСР. Постійне нарощування темпів індустріалізації із так званими соціалістичними «змаганнями», в яких брали участь багато підприємств області, стахановським рухом, п'ятирічками і т. ін. Промисловість області мала велике значення для економіки СРСР. Станом на 1937 рік область мала такі частки у виробництві та видобутку по країні: 24,5% чавуну, 20,8% сталі, 21,9% прокату і коліс, 62,6% залізної руди, 43% марганцевої руди. За тогочасними даними область виробляла більше чавуну, ніж Японія, Італія і Польща разом узяті.
В селах здійснювалась примусова колективізація селян. Влада впроваджувала на селі різні форми спільного ведення господарства — комуни, артілі, ТСОЗ. До цього процесу залучалися також робітники міських підприємств з метою «допомоги селянам налагодити виробництво у новостворених колгоспах, зміцнювати дисципліну, проводити велику масово-політичну і культурно-освітню роботу на селі».
Станом на 1939 рік на території Дніпропетровської області мешкало 2273 тисячі осіб. При цьому значно зросла частка міського населення — 53%. Поряд з розвитком господарства радянська влада намагалася підвищити рівень охорони здоров'я, освіти, культури. Станом на 1940 рік в області було 169 лікарень, 1660 шкіл (з них 300 середніх). В цей період відбувся і розвиток вищої та спеціалізованої освіти. Напередодні німецько-радянської війни в області працював державний університет і 16 інститутів, була широка мережа науково-дослідних і проектних інститутів.

### 1940-ві роки
Після початку німецько-радянської війни вся промисловість області переналаштована на воєнні потреби. 19 липня 1941 року ЦК КП(б)У видав директиву, яка визначала Дніпропетровську область такою, якій загрожує нацистська окупація.